# رالف إس. جونسون
رالف إس. جونسون (بالإنجليزية: Ralph S. Johnson)‏ هو شخصية أعمال وسياسي أمريكي، ولد في 26 يونيو 1906 في غودلاند في الولايات المتحدة، وتوفي في 12 يناير 2010 في تمبي في الولايات المتحدة. حزبياً، نشط في الحزب الجمهوري. وقد انتخب عضو مجلس نواب وايومنغ.